# Gliwice Wąskotorowe
Gliwice Wąskotorowe - dawna wąskotorowa stacja kolejowa w Gliwicach, w województwie śląskim, w Polsce. Stacja była zlokalizowana w kilometrze 17,4 linii Bytom Karb Wąskotorowy - Markowice Raciborskie Wąskotorowe oraz w kilometrze 0,0 (stacja początkowa) linii Gliwice Wąskotorowe - Fabryka Lin i Drutu.